# Dupo (Illinois)
Dupo est un village situé au nord-ouest du comté de Saint Clair dans l'Illinois, aux États-Unis,. Le village est incorporé le 8 juillet 1912.

## Démographie
Lors du recensement de 2010, le village comptait une population de 4 138 habitants. Elle est estimée, en 2016, à 3 887 habitants.

### Source de la traduction
- (en) Cet article est partiellement ou en totalité issu de l’article de Wikipédia en anglais intitulé « Dupo, Illinois » (voir la liste des auteurs).